# Australia en los Juegos Paralímpicos de Albertville 1992
Australia estuvo representada en los Juegos Paralímpicos de Albertville 1992 por cinco deportistas masculinos.

## Medallistas
El equipo paralímpico australiano obtuvo las siguientes medallas:
| Nombre         | Deporte      | Evento                      |
| -------------- | ------------ | --------------------------- |
| Oro            |              |                             |
| Michael Milton | Esquí alpino | Eslalon LW2 masculino       |
| Plata          |              |                             |
| Michael Milton | Esquí alpino | Supergigante LW2 masculino  |
| Bronce         |              |                             |
| Michael Norton | Esquí alpino | Eslalon LW11 masculino      |
| David Munk     | Esquí alpino | Supergigante LW11 masculino |